# Kanton Les Avirons
Der Kanton Les Avirons war von 1949 bis 2015 ein französischer Wahlkreis im Arrondissement Saint-Pierre des Übersee-Départements Réunion. Er umfasste die Gemeinde Les Avirons.